# Pat LaFontaine
Patrick Michael „Pat“ LaFontaine (* 22. Februar 1965 in St. Louis, Missouri) ist ein ehemaliger US-amerikanischer Eishockeyspieler. Zwischen 1984 und 1998 absolvierte der Center 865 Partien für die New York Islanders, Buffalo Sabres und New York Rangers in der National Hockey League. Die Sabres führte er dabei fünf Jahre als Mannschaftskapitän an und stellte bis heute gültige Franchise-Rekorde auf, sodass das Team seine Trikotnummer 16 seit 2006 nicht mehr vergibt. Mit der Nationalmannschaft der USA gewann er unter anderem die Goldmedaille beim World Cup of  Hockey  1996 und nahm darüber hinaus an den Olympischen Winterspielen 1984 und 1998 teil. Ferner erhielt er die Bill Masterton Memorial Trophy, verzeichnete über 1000 Scorerpunkte in der NHL und wurde im Jahre 2003 sowohl die Hockey Hall of Fame als auch die United States Hockey Hall of Fame aufgenommen.

## Karriere
Der in St. Louis, Missouri geborene und in Detroit, Michigan aufgewachsene LaFontaine entschied sich gegen eine Juniorenkarriere in einer College-Mannschaft und spielte in der kanadischen Nachwuchsliga. Hier spielte er eine herausragende Saison und führte sein Team, die Verdun Juniors in das Finale um den Memorial Cup.
Diese Leistung machte ihn im NHL Entry Draft 1983 zu einem der hoch gehandelten Hoffnungsträger. Hinter Brian Lawton und Sylvain Turgeon, denen keine große NHL-Karriere bevorstehen sollte, wurde Lafontaine als Dritter von den New York Islanders ausgewählt, noch vor anderen Stars wie Steve Yzerman (4.), Tom Barrasso (5.) und Cam Neely (9.). Doch statt in die NHL zu wechseln, spielte er mit dem Nationalteam der USA und bereitete sich auf die Olympischen Spiele 1984 in Sarajevo vor. Mit acht Punkten in sechs Spielen war LaFontaine dort einer der besten Spieler des Teams, das den 7. Platz belegte.
Zur kommenden Saison ging er zu den Islanders, schaffte aber erst in seiner dritten Saison 1986/87 den Durchbruch. Es folgten sechs Spielzeiten mit jeweils über 40 Toren, doch trotz seiner guten Leistung waren die Islanders in diesen Jahren ein wenig erfolgreiches Team. 1991 wurde Lafontaine nach Buffalo abgegeben. Dort schaffte er in der Saison 1992/93 148 Punkte. 1996 zog er sich eine schwere Gehirnerschütterung zu. Um das Gehaltsgefüge zu senken, wurde er an die New York Rangers abgegeben. In New York erreichte er nicht mehr die Spitzenwerte wie zuvor. 1998 nahm er erneut an Olympischen Spielen teil. Nachdem er sich eine weitere schwere Gehirnerschütterung zugezogen hatte, beendete er seine Karriere.
Im Jahr 2003 wurde er mit der Aufnahme in die Hockey Hall of Fame und die United States Hockey Hall of Fame geehrt. Darüber hinaus wurde seine Trikotnummer 16 im Jahre 2006 von den Buffalo Sabres gesperrt.

## Erfolge und Auszeichnungen
| - 1983 Trophée Jean Béliveau - 1983 Trophée Michel Brière - 1983 Trophée Michel Bergeron - 1983 Trophée Michael Bossy (gemeinsam mit Sylvain Turgeon) - 1983 Trophée Frank J. Selke - 1983 Trophée Guy Lafleur - 1983 CHL Player of the Year - 1988 Teilnahme am NHL All-Star Game - 1989 Teilnahme am NHL All-Star Game - 1990 Teilnahme am NHL All-Star Game - 1990 Dodge Performer of the Year | - 1991 Teilnahme am NHL All-Star Game - 1992 NHL-Spieler des Monats Januar (gemeinsam mit Andy Moog) - 1993 Teilnahme am NHL All-Star Game - 1993 NHL Second All-Star Team - 1995 Bill Masterton Memorial Trophy - 1997 Lester Patrick Trophy - 2000 Aufnahme in den Temple de la Renommée de la LHJMQ - 2003 Aufnahme in die United States Hockey Hall of Fame - 2003 Aufnahme in die Hockey Hall of Fame - 2006 Sperrung der Trikotnummer 16 durch die Buffalo Sabres |

### International
- 1991 Silbermedaille beim Canada Cup
- 1996 Goldmedaille beim World Cup of Hockey

## Karrierestatistik

### International
Vertrat die USA bei:
| - Olympischen Winterspielen 1984 - Canada Cup 1987 - Weltmeisterschaft 1989 | - Canada Cup 1991 - World Cup of Hockey 1996 - Olympischen Winterspielen 1998 |

(Legende zur Spielerstatistik: Sp oder GP = absolvierte Spiele; T oder G = erzielte Tore; V oder A = erzielte Assists; Pkt oder Pts = erzielte Scorerpunkte; SM oder PIM = erhaltene Strafminuten; +/− = Plus/Minus-Bilanz; PP = erzielte Überzahltore; SH = erzielte Unterzahltore; GW = erzielte Siegtore; 1 Play-downs/Relegation; Kursiv: Statistik nicht vollständig)

## Franchise-Rekorde
- 95 Vorlagen in einer Saison bei den Buffalo Sabres (Saison 1992/93)
- 148 Punkte in einer Saison bei den Buffalo Sabres (Saison 1992/93)